# 翟克誠
翟克誠爵士，KBE ，JP（1933年5月27日—1999年9月23日），香港政府前財政司。他擁有在英國和香港執業的律師資格。
曾支持增加酒稅及曾研究推出銷售稅以增加政府收入及擴大稅基，結果銷售稅因被大力反對而被迫放棄，可是最為人所知的是在他任內由於1987年決定停市四日，被指間接引起香港八七股災的人物之一，及後因於國商事件中被指發表不誠實言論，最後黯然下台。

## 1991年煙草稅事件
1991年3月6日翟克誠爵士以香港政府財政司身份於立法局上宣讀增加煙草稅百分之二百預算案，不幸隨即引起眾煙草業公司反彈，煙草行業團體其後於報章刊登聲明反對（多以整版方式刊登）；煙草稅隨即降回百分之一百。

## 簡歷
- 1946年至1949年：就讀倫敦St. Paul's School[2]
- 1949年及1955年：入讀英國Law Society's School of Law[2]
- 1962年4月：加入香港政府出任法律助理
- 1965年4月：晉升高級法律助理
- 1968年4月：晉升註冊總署助理署長
- 1976年3月：晉升註冊總署署長
- 1981年： 獲頒OBE勳章
- 1982年9月：轉職政務主任職系，職級為首長級甲級政務官。同日起，接替謝法新出任經濟司。
- 1983年10月：晉升布政司署司級政務官
- 1986年1月： 卸任經濟司，候任財政司
- 1986年6月： 出任財政司
- 1989年： 獲頒KBE勳章
- 1991年： 卸任財政司，開始退休前休假
- 1992年： 正式退休離開港府，不久出任香港中電集團副主席
- 1999年： 逝世

## 外部連結
- 香港特別行政區行政長官聲明 （页面存档备份，存于）

| 前任： 謝法新     | 經濟司 1982-1986 | 繼任： 易誠禮     |
| 前任： 彭勵治爵士 | 財政司 1986-1991 | 繼任： 麥高樂爵士 |